# Bignonia nocturna
Bignonia nocturna là một loài thực vật có hoa trong họ Chùm ớt. Loài này được (Barb.Rodr.) L.G.Lohmann mô tả khoa học đầu tiên năm 2008.